# Depenau (Lübeck)

Die Lage der Depenau, rot markiert

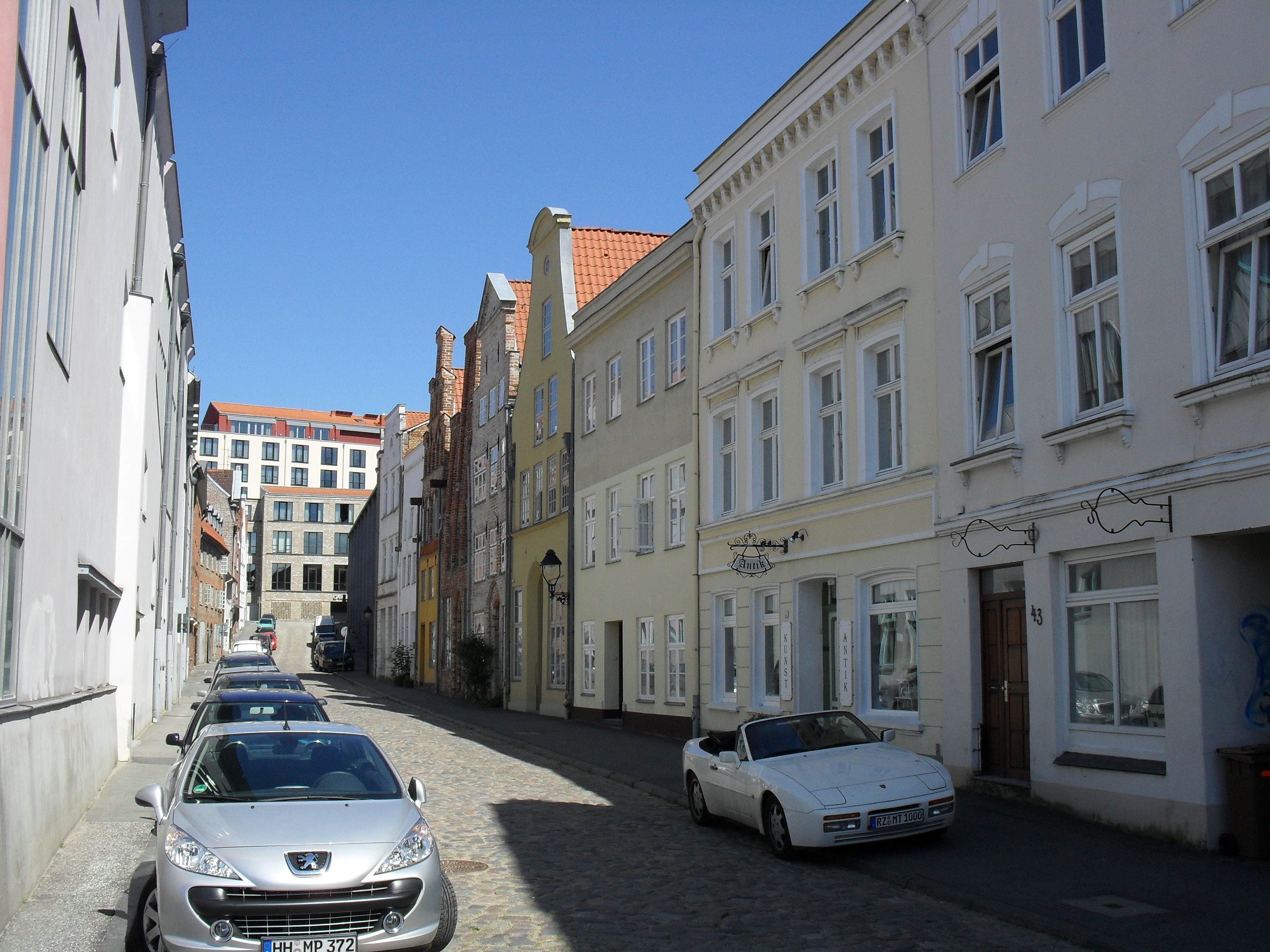
Die Depenau

Die Depenau ist eine Straße der Lübecker Altstadt.

## Lage
Die etwa 160 Meter lange Depenau befindet sich im Südwesten der Altstadtinsel, im Marien Quartier. Sie beginnt an der Kleinen Kiesau, verläuft westwärts hinab zur Trave und mündet dort in die Obertrave ein.

## Geschichte
Die Depenau wird 1289 erstmals als Depenowe urkundlich erwähnt. Der niederdeutsche Name, wörtlich Tiefe Au, bezeichnet einen Bach mit tiefem Grund und bezieht sich auf einen Wasserlauf, der hier ursprünglich vom Klingenberg zur Trave hinabfloss. Über die Jahrhunderte erfuhr die Bezeichnung nur geringfügige Veränderungen. 1330 lautet er Dipenowe, 1608 Depenow. Der heutige Name Depenau, gebräuchlich schon seit 1695, wurde 1852 amtlich festgelegt.
Für eine der Schlüsselszenen aus Nosferatu – Eine Symphonie des Grauens, in der eine nicht enden wollende Reihe von Särgen die Straße hinabzieht, um den Einzug des Todes in Wilborg zu symbolisieren, nutzte Murnau die Depenau als Kulisse.
Beim Luftangriff des 29. März 1942 wurde die Südseite der Straße erheblich in Mitleidenschaft gezogen. Von der Kleinen Kiesau an wurden hier auf der halben Straßenlänge die historischen Gebäude zerstört. Ihre Stelle nimmt heute die schmucklose Rückseite einer in den 1950er Jahren erbauten Hochgarage in der Marlesgrube ein.

## Bauwerke

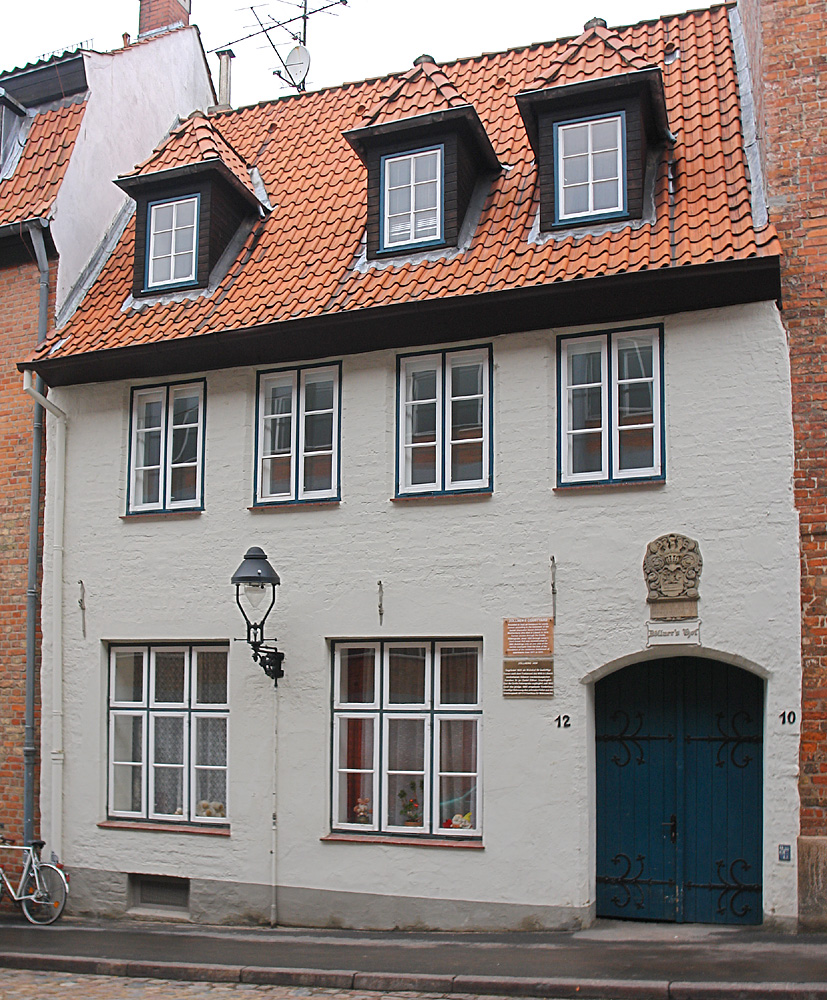
Zöllners Hof

- Depenau 10-12, Zöllner’s Hof. 1616–1622 als Wohnsitz für unverheiratete Frauen errichteter Renaissance-Stiftungshof
- Depenau 18, 1767 errichteter Speicher, heute zur Musikhochschule Lübeck gehörend
- Depenau 31, etwa auf das Jahr 1300 zurückgehendes Renaissance-Giebelhaus der 2. Hälfte des 16. Jahrhunderts mit Fassadenterrakotten aus der Werkstatt des Statius von Düren
- Depenau 33, auf die 1. Hälfte des 14. Jahrhunderts zurückgehendes gotisches Giebelhaus von 1472
- Depenau 35, auf die 2. Hälfte des 13. Jahrhunderts zurückgehendes Renaissance-Mietshaus von 1612
- Depenau 37, auf die 2. Hälfte des 13. Jahrhunderts zurückgehendes Dielenhaus des 15. Jahrhunderts mit Renaissancefassade des 16. Jahrhunderts, die im 18. Jahrhundert barock umgestaltet wurde

## Gänge und Höfe
Von der Depenau gehen oder gingen folgende Lübecker Gänge und Höfe ab (nach Hausnummern):
- 7: Töpfer Gang (abgängig)
- 10: Zöllners Hof (Stiftshof, siehe oben beim Fronthaus)
- 45: Durchgang zur Marlesgrube, siehe dort